# Mercedes-Benz C257
Mercedes-Benz C257 (eller Mercedes-Benz CLS-klass) är en personbil som den tyska biltillverkaren Mercedes-Benz introducerade på bilsalongen i Los Angeles i november 2017.
Versioner:
| Modell    | Årsmodell | Motor                      | Cylindervolym | Effekt | Bränsle                    |
| --------- | --------- | -------------------------- | ------------- | ------ | -------------------------- |
| CLS220 d  | 2019-23   | OM654: 4-cyl radmotor DOHC | 1950 cm³      | 194 hk | Common rail turbodiesel    |
| CLS300 d  | 2018-20   | OM654: 4-cyl radmotor DOHC | 1950 cm³      | 245 hk | Common rail turbodiesel    |
| CLS350 d  | 2018-20   | OM656: 6-cyl radmotor DOHC | 2925 cm³      | 286 hk | Common rail turbodiesel    |
| CLS400 d  | 2018-23   | OM656: 6-cyl radmotor DOHC | 2925 cm³      | 340 hk | Common rail turbodiesel    |
| CLS350    | 2019-20   | M264: 4-cyl radmotor DOHC  | 1991 cm³      | 313 hk | Direktinsprutning, biturbo |
| CLS450    | 2018-23   | M256: 6-cyl radmotor DOHC  | 2999 cm³      | 367 hk | Direktinsprutning, biturbo |
| AMG CLS53 | 2019-23   | M256: 6-cyl radmotor DOHC  | 2999 cm³      | 435 hk | Direktinsprutning, biturbo |
| CLS300 d  | 2021-23   | OM654: 4-cyl radmotor DOHC | 1993 cm³      | 265 hk | Common rail turbodiesel    |